# FK Sinnyik Jaroszlavl
A  Sinnyik Jaroszlavl (oroszul: Футбольный клуб Шинник Ярославль, magyar átírásban: Futbolnij Klub Sinnyik Jaroszlavl) egy orosz labdarúgócsapat Jaroszlavlban, jelenleg az orosz élvonalban szerepel.
A csapatot 1957 és 1960 között Himkinek nevezték.

## Híresebb játékosok
- Alekszej Nyikolajev
- Andre Bikey
- Pavel Pogrebnyak
- Radosztin Sztanov

## Külső hivatkozások
- Az FK Sinnyik hivatalos oldala (oroszul)